# Rimuš
Rimuš je bio drugi kralj Akadskog Carstva. Bio je sin kralja Sargona Velikog i kraljice Tašlultum, brat svećenice Enheduane. U nekoliko su gradova pronađeni zavjetni darovi koje je on ostavio. Vladao je devet godina, kako je zapisano na Sumerskom popisu kraljeva. Naslijedio ga je brat Maništušu, preko kojeg je bio stric Naram Sina.